# Leila de Lima
Leila Magistrado de Lima (Iriga City, 7 augustus 1959) is een Filipijns jurist en politicus. Ze was van 2010 tot 2015 minister van Justitie in het kabinet van president Benigno Aquino. Bij de verkiezingen van 2016 werd De Lima namens de Liberal Party gekozen in de Senaat van de Filipijnen. In februari 2017 werd De Lima gearresteerd en gevangengezet. Haar arrestatie was volgens mensenrechtenorganisaties het gevolg van haar kritiek op het beleid van president Rodrigo Duterte.

## Biografie
Leila de Lima is de oudste dochter van Vicente de Lima, een voormalig lid van de Filipijnse kiescommissie COMELEC. De Lima volgde eerst van 1976 tot 1980 een bachelor-opleiding politicologie aan de De La Salle University in Manilla. Na het behalen van haar diploma vervolgde ze in dezelfde stad haar studie met een opleiding rechten aan het San Beda College. In 1985 rondde ze ook die bachelor-opleiding succesvol af. Hetzelfde jaar slaagde ze bovendien voor het toelatingsexamen van de Filipijnse balie.
Op 7 mei 2009 werd De Lima door president Gloria Macapagal-Arroyo benoemd tot voorzitter van de Commissie voor de mensenrechten. Na de verkiezingen van 2010 werd ze door de nieuwe president Benigno Aquino III opgenomen in diens kabinet als minister van Justitie. Op 12 oktober 2015 diende ze haar ontslag in, om zich te richtten op haar kandidatuur voor de Senaat van de Filipijnen. Ze eindigde bij de verkiezingen van 2016 op de twaalfde plaats. Dit was derhalve voldoende voor een van de twaalf beschikbare zetels in de Senaat.
In februari 2017 werd De Lima gearresteerd en gevangengezet. Haar arrestatie was volgens mensenrechtenorganisaties het gevolg van haar kritiek op het beleid van president Rodrigo Duterte. Het Europees parlement riep een maand later op om De Lima vrij te laten en omschreef haar daarbij als "een mensenrechtenactivist en de hoogst geplaatste criticus van de Filipijnse president Rodigro Duterte". In 2017 werd de Prijs voor de Vrijheid van de Liberale Internationale aan haar toegekend.

## Privéleven
De Lima's aangetrouwde oom is de communistische rebel Joma Sison, gehuwd met Leila's tante Julie de Lima.